# Haasiella splendidissima
Haasiella splendidissima är en svampart som beskrevs av Kotl. & Pouzar 1966. Haasiella splendidissima ingår i släktet Haasiella och familjen Tricholomataceae.   Inga underarter finns listade i Catalogue of Life.